# Morganella (Agaricaceae)
Morganella là một chi nấm trong họ Agaricaceae. Chi này phân bố rộng rãi trong các khu vực nhiệt đới và có 9 loài.